# Shericka Jackson
Shericka Jackson (Saint Ann, 16 luglio 1994) è una velocista giamaicana, campionessa mondiale dei 200 metri piani a Oregon 2022 e Budapest 2023, gara nella quale ha fatto registrare il secondo miglior tempo di sempre.
In carriera ha vinto cinque medaglie olimpiche, tra le quali un oro nella staffetta 4x100 metri a Tokyo 2020.

## Biografia
Shericka Jackson inizia la sua carriera come quattrocentista, con grandi successi: vince infatti il bronzo alle Olimpiadi di Rio nel 2016 ed è terza sul podio anche ai campionati del mondo nel 2015 a Pechino e nel 2019 a Doha. Nelle stesse manifestazioni è anche componente della staffetta 4x400 giamaicana, vincendo rispettivamente un argento, un oro e un bronzo. Giunge inoltre prima con la staffetta 4x100 ai mondiali 2019.
A partire dal 2021 decide di dedicarsi alle specialità più brevi dello sprint partecipando alle olimpiadi di Tokyo 2020 sia sui 100 metri che sui 200 metri piani.
A Tokyo vince la medaglia di bronzo sui 100 metri, completando così un podio interamente giamaicano, dietro alle connazionali Elaine Thompson-Herah e Shelly-Ann Fraser-Pryce. Anche in questa occasione è componente di entrambe le staffette 4x100 e 4x400, che le permettono di aggiungere rispettivamente un oro ed un bronzo al suo palmares.
La stagione 2022 è quella della definitiva consacrazione sulle distanze più veloci ed in particolare sui 200 metri piani. Jackson vince la medaglia d'oro sui 200 metri ai campionati mondiali di Eugene (Oregon) con il tempo di 21"45, diventando la seconda donna di sempre sulla distanza e firmando il nuovo record nazionale. Nella stessa manifestazione giunge seconda sui 100 metri piani e con la staffetta 4x100.
Nel 2023 prende invece parte ai mondiali di Budapest: nei 100 metri piani trova la seconda medaglia d'argento consecutiva dopo quella dell'anno precedente, venendo battuta dalla statunitense Sha'Carri Richardson; si aggiudica invece la vittoria nei 200 metri piani siglando, con il crono di 21"41, il nuovo record della competizione e andando a soli sette centesimi dal record del mondo sulla distanza, detenuto da Florence Griffith-Joyner. Infine, come l'anno prima, insieme alle compagne di staffetta si aggiudica il secondo gradino del podio nella 4x100 m.

## Palmarès
| Anno | Manifestazione          | Sede           | Evento      | Risultato | Prestazione | Note                                                                               |
| ---- | ----------------------- | -------------- | ----------- | --------- | ----------- | ---------------------------------------------------------------------------------- |
| 2010 | Mondiali U20            | Moncton        | 4×100 m     | 4ª        | 44"24       |                                                                                    |
| 2010 | Olimpiadi giovanili     | Singapore      | 200 m piani | 4ª        | 24"08       |                                                                                    |
| 2011 | Mondiali U18            | Lilla          | 200 m piani | Bronzo    | 23"62       |                                                                                    |
| 2011 | Mondiali U18            | Lilla          | Svedese     | Oro       | 2'03"42     | Miglior prestazione mondiale under 18                                              |
| 2012 | Mondiali U20            | Barcellona     | 200 m piani | 8ª        | 23"62       |                                                                                    |
| 2012 | Mondiali U20            | Barcellona     | 4×400 m     | Argento   | 3'32"97     | Miglior prestazione personale stagionale                                           |
| 2014 | World Relays            | Nassau         | 4×400 m     | Argento   | 3'23"26     | Miglior prestazione personale stagionale                                           |
| 2015 | Mondiali                | Pechino        | 400 m piani | Bronzo    | 49"99       | Miglior prestazione personale                                                      |
| 2015 | Mondiali                | Pechino        | 4×400 m     | Oro       | 3'19"13     | Miglior prestazione mondiale stagionale                                            |
| 2016 | Giochi olimpici         | Rio de Janeiro | 400 m piani | Bronzo    | 49"85       |                                                                                    |
| 2016 | Giochi olimpici         | Rio de Janeiro | 4×400 m     | Argento   | 3'20"34     | Miglior prestazione personale stagionale                                           |
| 2017 | World Relays            | Nassau         | 4×200 m     | Oro       | 1'29"04     | Record dei campionati                                                              |
| 2017 | Mondiali                | Londra         | 400 m piani | 5ª        | 50"76       |                                                                                    |
| 2017 | Mondiali                | Londra         | 4×400 m     | Finale    | dnf         |                                                                                    |
| 2018 | Giochi del Commonwealth | Gold Coast     | 200 m piani | Argento   | 22"18       | Miglior prestazione personale                                                      |
| 2018 | Campionati NACAC        | Toronto        | 200 m piani | Oro       | 22"64       |                                                                                    |
| 2018 | Campionati NACAC        | Toronto        | 4×100 m     | Argento   | 43"33       |                                                                                    |
| 2019 | World Relays            | Yokohama       | 4×200 m     | Bronzo    | 1'33"21     | Miglior prestazione personale stagionale                                           |
| 2019 | Giochi panamericani     | Lima           | 400 m piani | Oro       | 50"73       |                                                                                    |
| 2019 | Mondiali                | Doha           | 400 m piani | Bronzo    | 49"47       | Miglior prestazione personale                                                      |
| 2019 | Mondiali                | Doha           | 4×100 m     | Oro       | 41"44       | Miglior prestazione mondiale stagionale                                            |
| 2019 | Mondiali                | Doha           | 4×400 m     | Bronzo    | 3'22"37     | Miglior prestazione personale stagionale                                           |
| 2021 | Giochi olimpici         | Tokyo          | 100 m piani | Bronzo    | 10"76       | Miglior prestazione personale                                                      |
| 2021 | Giochi olimpici         | Tokyo          | 200 m piani | Batteria  | 23"26       |                                                                                    |
| 2021 | Giochi olimpici         | Tokyo          | 4×100 m     | Oro       | 41"02       | Record nazionale                                                                   |
| 2021 | Giochi olimpici         | Tokyo          | 4×400 m     | Bronzo    | 3'21"24     | Miglior prestazione personale stagionale                                           |
| 2022 | Mondiali indoor         | Belgrado       | 60 m piani  | 6ª        | 7"04        | Miglior prestazione personale                                                      |
| 2022 | Mondiali                | Eugene         | 100 m piani | Argento   | 10"73       | Miglior prestazione personale                                                      |
| 2022 | Mondiali                | Eugene         | 200 m piani | Oro       | 21"45       | Record dei campionati · Record nazionale · Miglior prestazione mondiale stagionale |
| 2022 | Mondiali                | Eugene         | 4×100 m     | Argento   | 41"18       | Miglior prestazione personale stagionale                                           |
| 2022 | Campionati NACAC        | Freeport       | 100 m piani | Oro       | 10"83       | Record dei campionati                                                              |
| 2023 | Mondiali                | Budapest       | 100 m piani | Argento   | 10"72       |                                                                                    |
| 2023 | Mondiali                | Budapest       | 200 m piani | Oro       | 21"41       | Record dei campionati                                                              |
| 2023 | Mondiali                | Budapest       | 4×100 m     | Argento   | 41"21       |                                                                                    |
| 2025 | World Relays            | Guangzhou      | 4x100 m     | Bronzo    | 42"33       |                                                                                    |

## Altre competizioni internazionali
2018
- 4ª in Coppa continentale ( Ostrava), 200 m piani - 22"62

2022
- Vincitrice della Diamond League nella specialità dei 200 m piani

2023
- Vincitrice della Diamond League nella specialità dei 100 m piani
- Vincitrice della Diamond League nella specialità dei 200 m piani